# Знак Венери (фільм)
«Знак Венери» (італ. Il segno di Venere) — комедійний італійський фільм 1955 року режисера Діно Різі з Софією Лорен у головній ролі.

## Сюжет
В Римі молода і неприваблива друкарка Чезіра Коломбо (Франка Валері) живе у сім'ї своєї симпатичної двоюрідної сестри Агнеси Тірабассі (Софія Лорен). Обидві дівчини мріють вийти заміж і як сказала ворожка Тіна (Тіна Піка) для Чезіри наступає для цього дуже сприятлива пора, оскільки вона знаходиться під знаком Венери. Чи пощастить також і Агнесі?

## Ролі виконують
- Софія Лорен — Агнеса Тірабассі
- Франка Валері — Чезіра Коломбо
- Раф Валлоне — Ігнаціо Болоньїні
- Вірджіліо Р'єнто[it] — батько Агнеси
- Тіна Піка[it] — ворожка Тіна
- Вітторіо де Сіка — Маріо
- Альберто Сорді — Ромольо Проєтті
- Пеппіно де Філіппо[it] — Маріо
- Ліна Дженнарі — сеньйора Піна, ворожка
- Мауріціо Арена — Моріс, водій
- Елоїза Чянні — Моріс, водій
- Леопольдо Трієсте — художник

## Нагороди
- 1955 Премія Каннського кінофестивалю:
  - Номінація: Золота пальмова гілка — Діно Різі[1]